# Bordea, Neamț
Bordea este un sat în comuna Ștefan cel Mare din județul Neamț, Moldova, România.

## Vezi și
- Biserica de lemn din Bordea

## Imagini

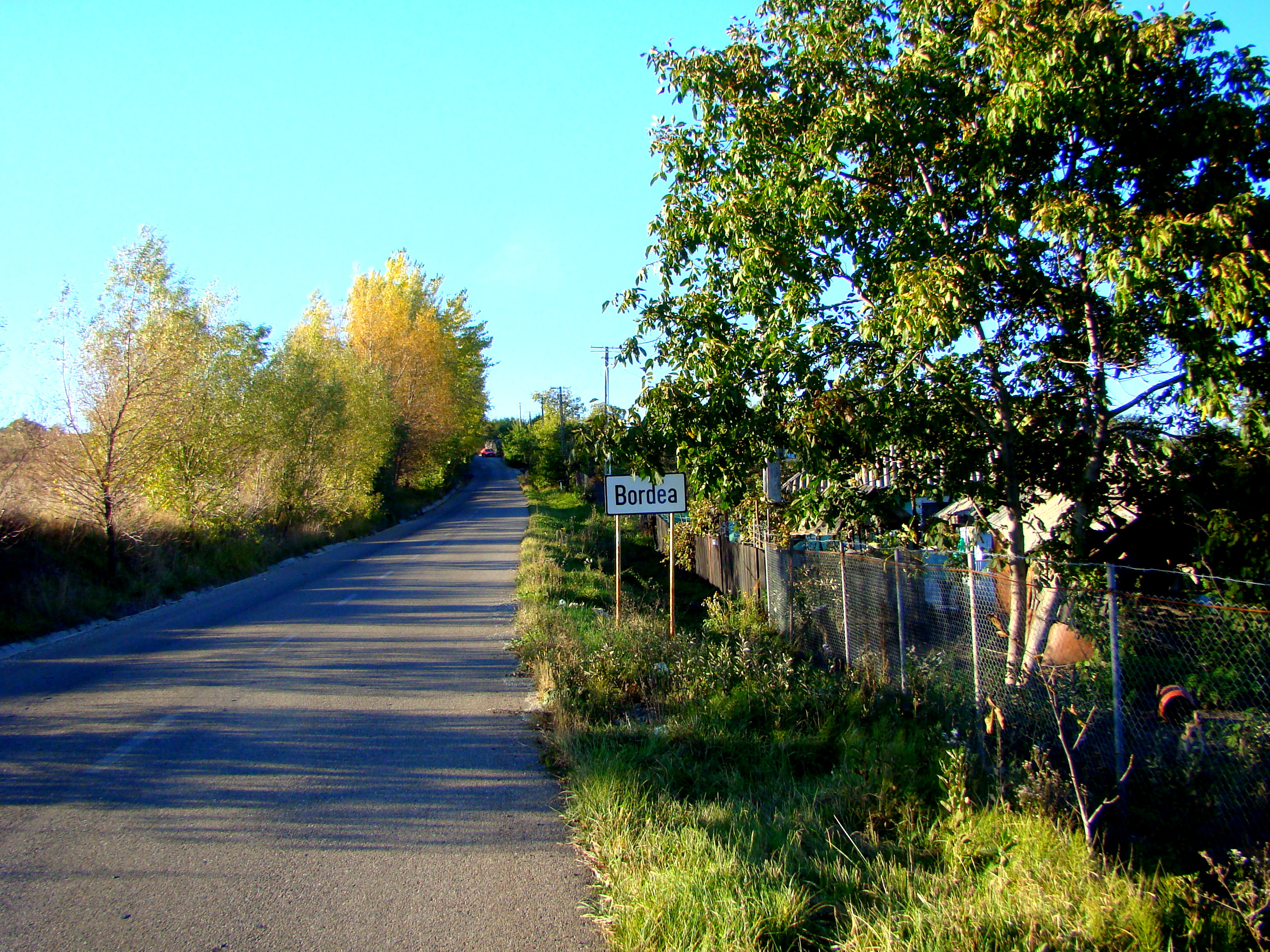
Intrarea în localitate
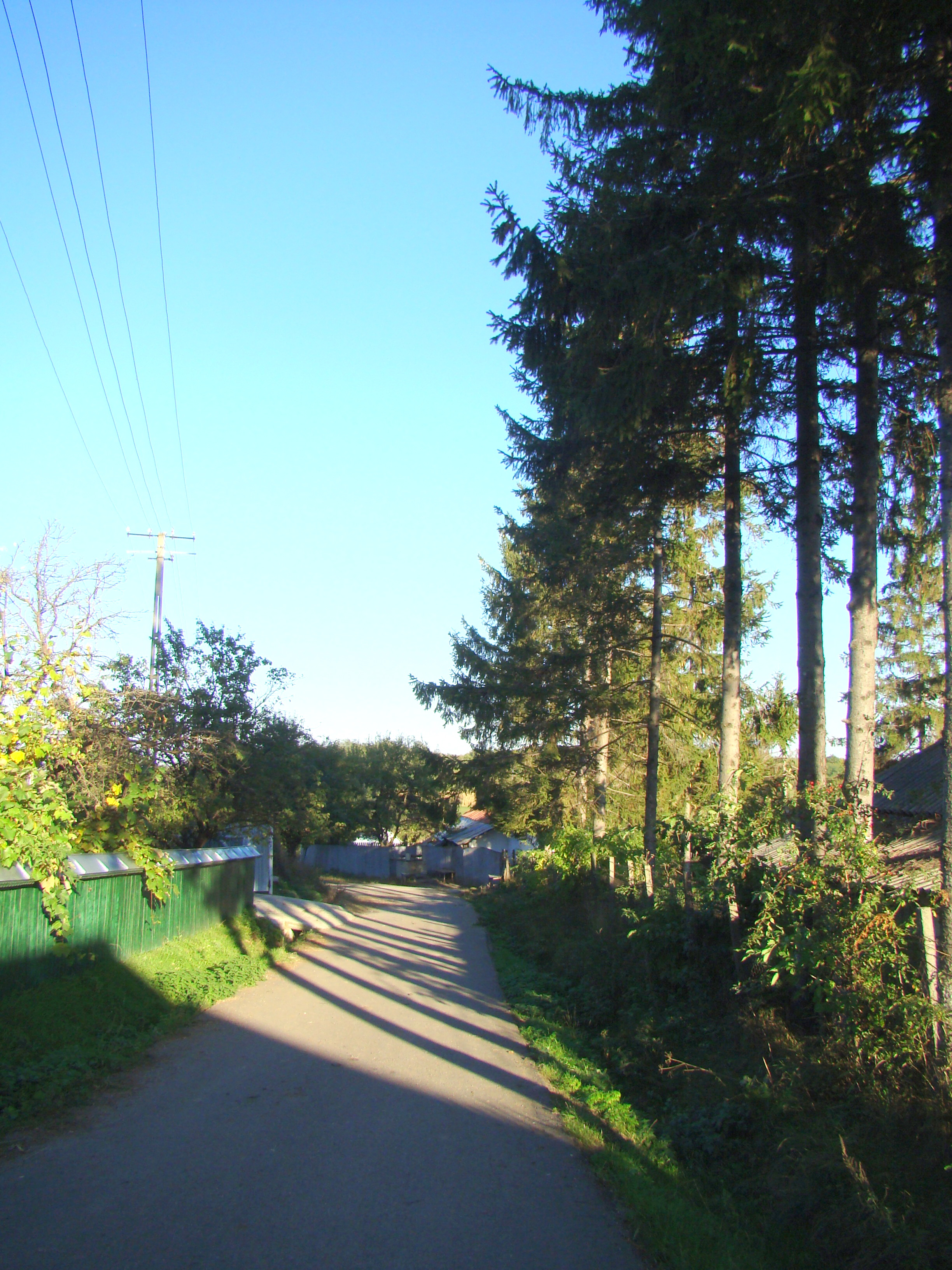
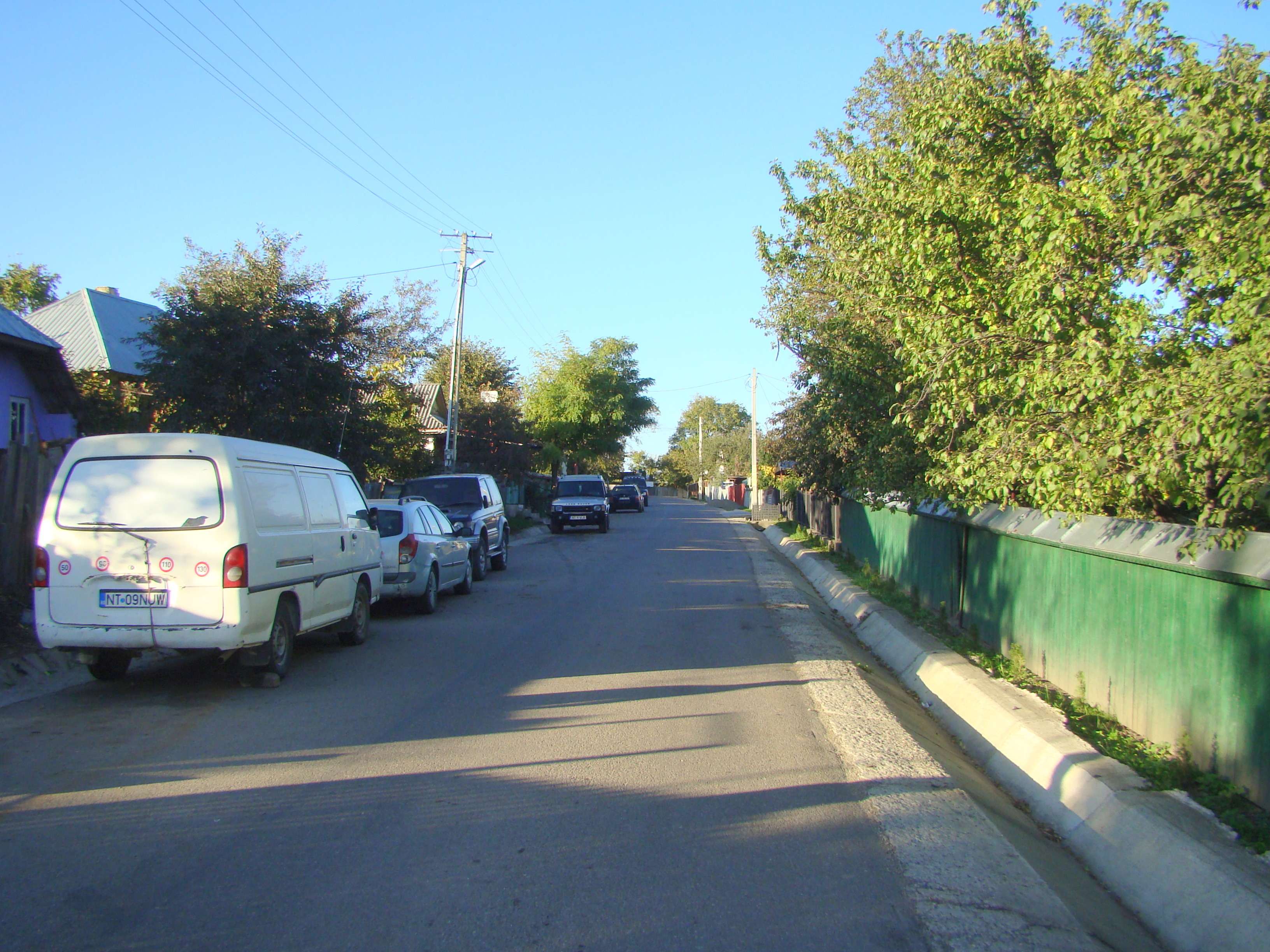
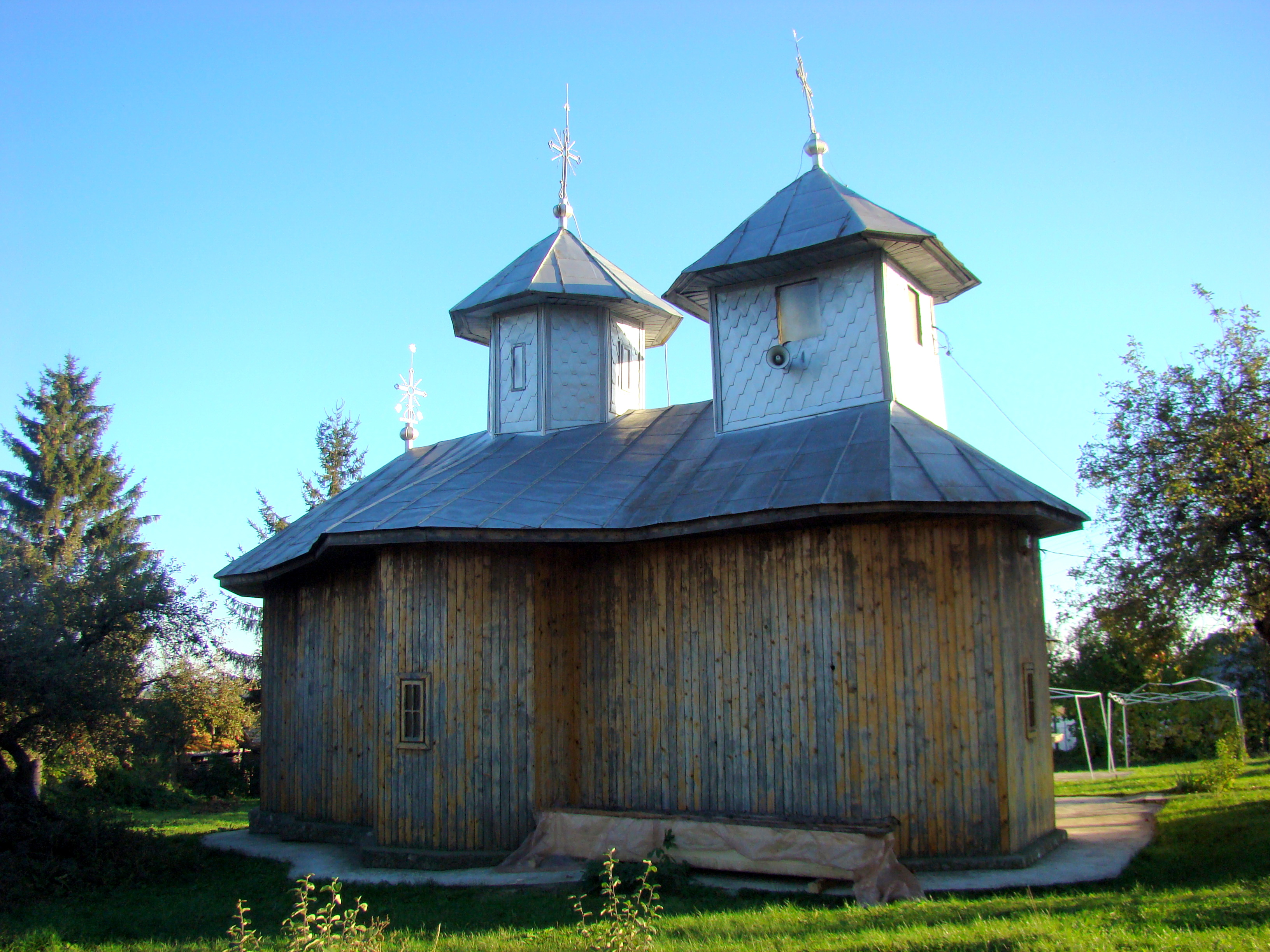
Biserica de lemn
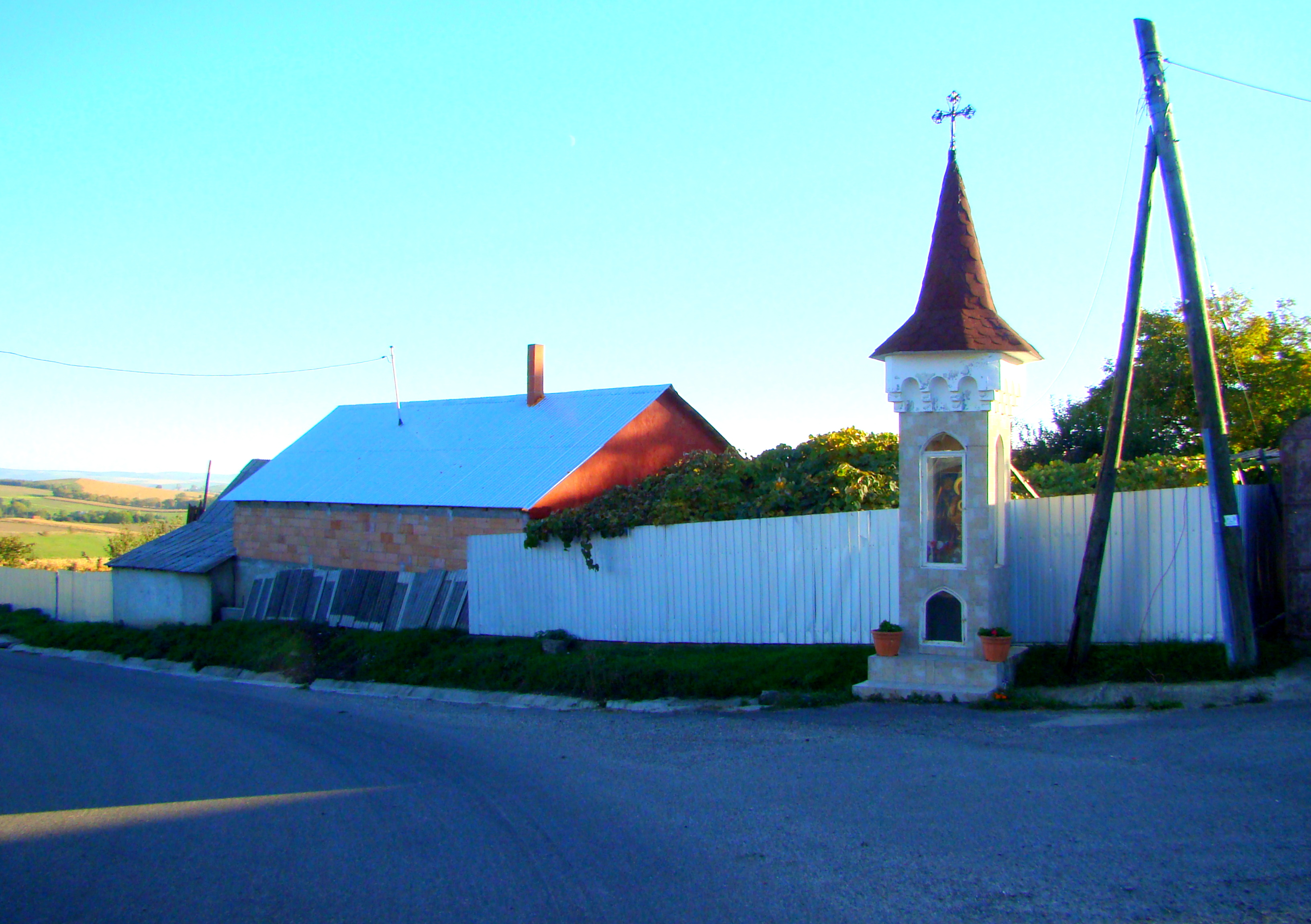
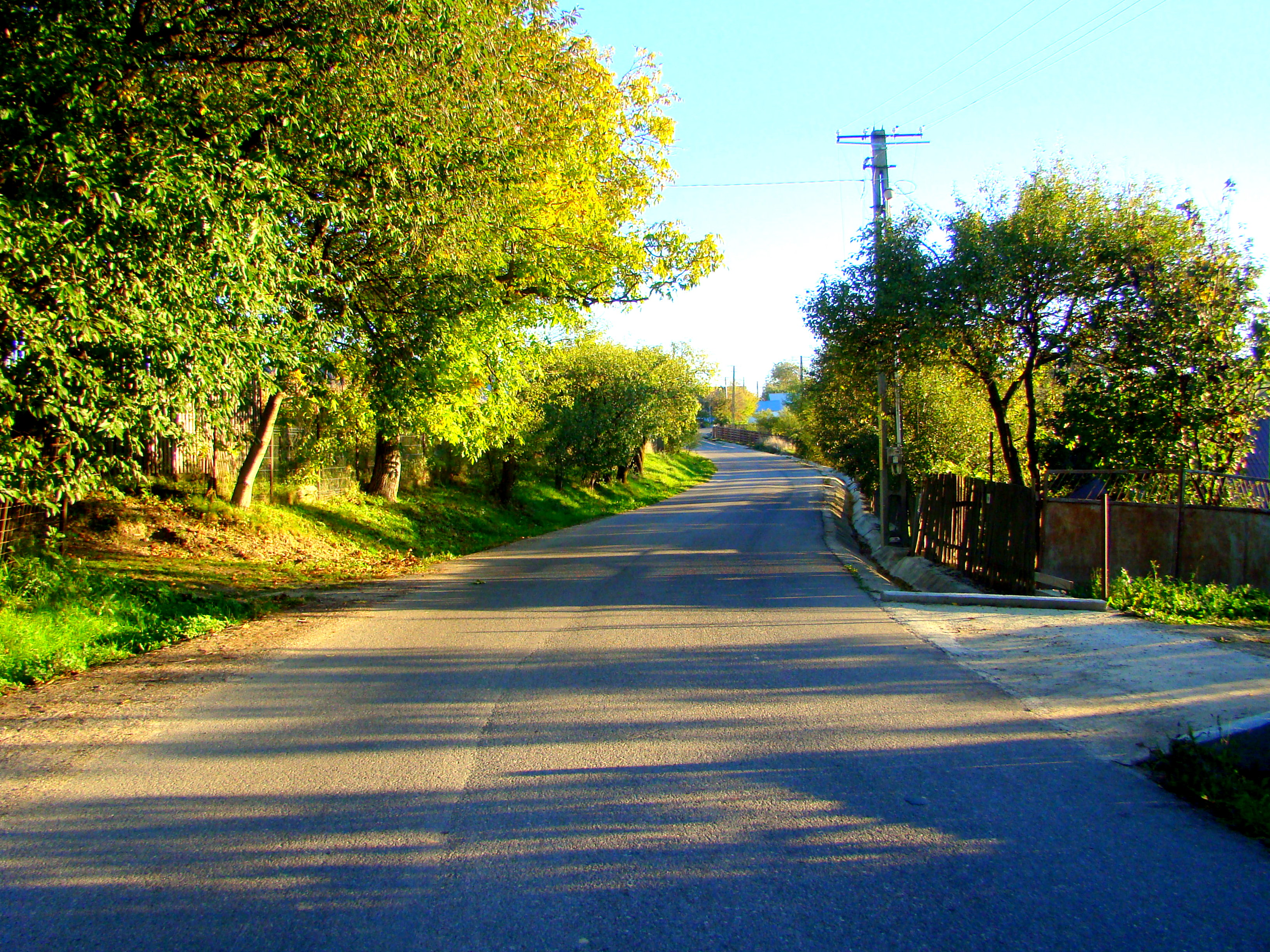

 Acest articol despre o localitate din județul Neamț este deocamdată un ciot. Puteți ajuta Wikipedia prin completarea lui.